# 輪島市立輪島中学校
輪島市立輪島中学校（わじましりつ わじまちゅうがっこう）は、石川県輪島市にある市立中学校。

## 沿革
- 2014年（平成26年）4月1日 - 松陵中学校・三井中学校・上野台中学校を統合した輪島市立輪島中学校が開校。
- 2018(平成30年)4月1日 - 旧輪島市立松陵中学校跡地に新校舎完成

## 通学区域
河井町、マリンタウン、二ツ屋町、宅田町、塚田町、久手川町、稲舟町、大野町、惣領町、深見町、杉平町、山岸町、横地町、石休場町、東中尾町、北谷町、西脇町、山ノ上町、市ノ瀬町、熊野町、打越町、鳳至町、海士町、輪島崎町、釜屋谷町、新橋通、堀町、美谷町、鵜入町、光浦町、平成町、小伊勢町、稲屋町、長井町、房田町、山本町、中段町、水守町、二勢町、気勝平町、別所谷町、滝又町、空熊町、下黒川町、上黒川町、二俣町、縄又町、小池町、下山町、赤崎町、大沢町、上大沢町、西二又町、上山町、三井町、大和町

## 令和6年能登半島地震
2024年（令和6年）1月1日、能登半島地震の発生に伴い屋内運動場、全天候型広場、武道館が指定避難所として機能開始。約1000人が避難。翌1月2日には、自衛隊により毛布などの支援物資が届けられるようになった。地震直後から電気や水道のライフラインが絶たれた状態が続いたが、1月4日には電気が復旧。同日以降、給水車による給水も行われた。
1月9日には、屋外に陸上自衛隊が設営した仮設浴場が設置されたほか、同日には避難者を県内外の旅館などへ移動させる二次避難も始まった。
1月11日、輪島市は輪島中学校を含む市内の各中学校で授業再開の目処が立たない状態を踏まえ、保護者に対して生徒の集団避難に向け意向調査を始めた。
1月17日、集団避難を希望した本校を含む輪島市内の中学生258人が白山市の施設へ避難（期間は約2か月）。
2月6日、本校を含む市内7小中学校で、輪島高等学校を受け入れ先とする形で、授業が再開した。